# Contea di Brevard
La contea di Brevard, in inglese Brevard County, si trova in Florida, negli Stati Uniti, sulla costa atlantica. Il capoluogo di contea è Titusville. Per la presenza del John F. Kennedy Space Center è nota come la Space Coast.

## Geografia fisica
La contea di Brevard si trova nella parte orientale dello Stato, sulla costa atlantica della Florida centrale, e si affaccia sull'oceano Atlantico a est.
La topografia della contea è prevalentemente pianeggiante, con colline in alcune aree. Oltre a essere bagnata dall'oceano, la contea ospita diversi laghi e corsi d'acqua, tra cui i fiumi Indian, Banana e St. Johns. Per la contea passa anche l'Intracoastal Waterway.
Si colloca a metà strada tra Jacksonville e Miami. È una contea molto allungata che si estende per 70 miglia da nord a sud. La Contea di Brevard è l'unica contea dell'Area Statistica Metropolitana di Palm Bay-Melbourne-Titusville. 

### Contee confinanti
- Contea di Volusia - nord
- Contea di Indian River - sud
- Contea di Osceola - sud-ovest
- Contea di Orange - ovest
- Contea di Seminole - nord-ovest

## Storia
La contea di Saint Lucie fu creata nel 1844 e fu rinominata contea di Brevard nel 1855 in onore di Theodore Washington Brevard, che servì in Florida come controllore di Stato dal 1854 al 1860. Nei decenni successivi alla sua fondazione, i confini della contea di Brevard furono modificati più volte, assumendo la forma attuale nel 1905.
I primi abitanti della regione del fiume Indian furono nativi che si avventurarono nell’area forse già 12.000 anni fa. I loro discendenti si stabilirono in modo più permanente e svilupparono società basate sulle risorse offerte dall’Indian River Lagoon, dal fiume St. Johns e dalle alture costiere e interne dei bacini fluviali. Conosciuti collettivamente come “popoli arcaici”, furono gli stessi che abitarono il sito archeologico di Windover, situato nella parte nord della contea. I loro discendenti si diversificarono in popoli distinti — gli Ais e i Timucua — che vivevano lungo le rive dell’Indian River Lagoon. Questi furono i popoli incontrati dai primi europei. Molti siti che testimoniano la loro presenza si trovano ancora oggi sparsi nella contea, alcuni dei quali ben conservati su terreni pubblici.

## Centri abitati[5]
- Cape Canaveral - city
- Cocoa - city
- Cocoa Beach - city
- Grant-Valkaria - town
- Indialantic - town
- Indian Harbour Beach - city
- Malabar - town
- Melbourne - city
- Melbourne Beach - town
- Melbourne Village - town
- Palm Bay - city
- Palm Shores - town
- Rockledge - city
- Satellite Beach - city
- Titusville (capoluogo) - city
- West Melbourne - city

### Census-designated places
- Cocoa West
- June Park
- Merritt Island
- Micco
- Mims
- North Merritt Island
- Patrick AFB
- Port St. John
- Scottsmoor
- Sharpes
- South Patrick Shores
- Tropical Park
- Viera East
- Viera West
- West Canaveral Groves

## Politica
| Anno | Repubblicani | Democratici | Altri |
| ---- | ------------ | ----------- | ----- |
| 1988 | 70,3%        | 28,8%       | 0,9%  |
| 1992 | 43,2%        | 31,2%       | 25,6% |
| 1996 | 45,1%        | 41,2%       | 13,6% |
| 2000 | 52,8%        | 44,6%       | 1,8%  |
| 2004 | 57,7%        | 41,6%       | 0,8%  |
| 2008 | 54,5%        | 44,2%       | 0,4%  |